# Smyril Line
 Ikke at forveksle med Smyril M/F.
Smyril Line er et færøsk shippingselskab, der forbinder Færøerne med Danmark og Island. Tidligere sejlede det også til Norge og Storbritannien. "Smyril" er færøsk for dværgfalk.
Fra 1983 sejlede firmaet med en stor, moderne multifunktionsfærge ved navn MV Norröna, en svenskbygget færge fra 1973 der før gik under navnet Gustav Vasa. Denne blev erstattet af Norröna, bygget i Lübeck i 2003. Den store indkøbspris på omkring €100 millioner bragte Smyril Line i store finansielle problemer, der resulterede i at selskabet til sidst måtte støtte fra Lagtinget for at undgå en konkurs. I dag ejes holdingselskabet af Framtaksgrunnur Føroya (færøske stats udviklingsfond) 33,6%; Lagtinget 23,6%, TF Holding 20,7% og en shetlandsk udviklingsfond, de resterende procent af nogle mindre aktieejere.
Smyril Line sejler mellem havnene Hirtshals, Thorshavn og Seyðisfjörður. Overfarten fra Hirtshals til Thorshavn tager 38 timer om vinteren og 30 timer om sommeren. Overfarten fra Thorshavn til Seyðisfjörður tager 15 timer og sejles ikke i vinterperioden. Tidligere sejlede Smyril Line også til Lerwick på Shetlandsøerne, Scrabster i Skotland og Bergen i Norge.